# Tygo Gernandt

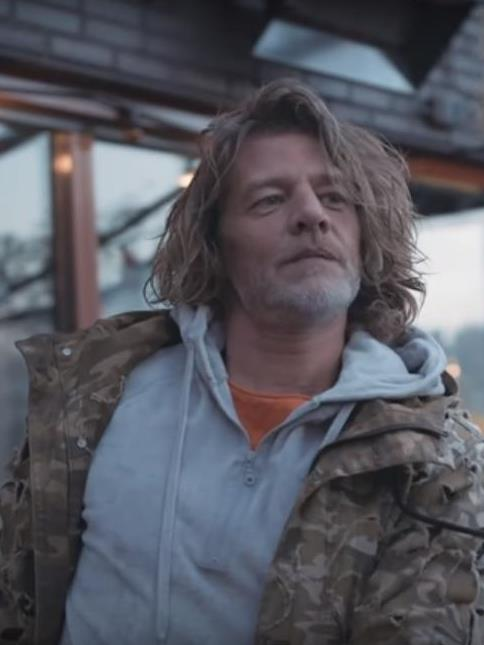
Tygo Gernandt (2019)

Tygo Gernandt (* 7. April 1974 in Amsterdam, Niederlande) ist ein niederländischer Schauspieler.

## Berufliche Laufbahn
Gernandt besuchte ab 1987 die Filmschule „Stichting Cervelaat“ und ging danach zur „Pabo“ (Pedagogical academy for the primary education).
In der Serie Goede tijden, slechte tijden spielte er 1991 in acht Episoden die Rolle des „Carl“ und übernahm im folgenden Jahr eine Gastrolle in der Serie Oppassen!!!. 1993 war er im Film Angie zu sehen und übernahm 1995 für zwei Folgen in der Serie Voor hete vuren eine Gastrolle als „Michael“. 1996 war er in den Filmen Hugo und Woensdag, gehaktdag zu sehen und spielte im selben Jahr in zwei weiteren Fernsehserien Gastrollen. Ebenfalls 1996 übernahm er eine Rolle im Film Naar de klote!, der in Deutschland unter dem Titel Wasted! – Die große Verschwendung lief.
Von 1998 bis 1999 übernahm er Gastrollen in den Fernsehserien Combat und Baantjer. Im Jahr 1999 spielte er im Film Jezus is een Palestijn (Deutsch: Jesus ist ein Palästinenser) mit, für den der Regisseur Lodewijk Crijns beim Internationalen Filmfestival Mannheim-Heidelberg den Preis in der Kategorie „FIPRESCI Prize – Special Mention“ erhielt. Der Film lief in Deutschland in einer 18-minütigen kürzeren Fassung als in den Niederlanden. Zwischen 1999 und 2000 übernahm er Gastrollen in drei verschiedenen Fernsehserien und spielte 2001 im Film Emergency Exit mit, der 2008 als TV-Premiere im Argentinischen Fernsehen lief.
Ebenfalls 2001 wirkte er im Film Soul Assassin mit, der bei verschiedenen Film-Festivals lief, u. a. in Norwegen, Japan, Ägypten, in den USA und auf dem niederländischen Film-Festival. Der Film wurde in Deutschland erst im Juli 2003 gezeigt und erschien in Italien im November 2003 auf DVD.
Gernandt spielte zwischen 2001 und 2003 in verschiedenen Fernsehserien mit und übernahm 2003 die Rolle des „Maikel Verheije“ im Film Van God Los, bei dem er beim niederländischen Film-Festival mit dem goldenen Kalb als bester Schauspieler ausgezeichnet wurde. Er erhielt zudem beim gleichen Festival die Auszeichnung als „Favorite Actor“ in der Kategorie „Dutch Filmstar Election“. Danach spielte er im 25-minütigen Kurzfilm Anderland mit. 2004 folgte ein weiterer Kurzfilm unter dem Titel Kaas, mit einer Länge von 9 Minuten.
Nach einer weiteren Gastrolle in der Fernsehserie Kees & Co., übernahm er 2004 eine Rolle im Film De dominee, der in Deutschland 2005 unter dem Titel The Preacher auf DVD erschien. Bei dem niederländischen Film-Festival erhielt der Art Director des Films, Marco Rooth, das goldene Kalb für das beste Produktionsdesign. Anschließend wirkte er im 5-minütigen Kurzfilm Poot! mit, der im September 2004 beim niederländischen Film Festival gezeigt wurde.
Es folgten zwei weitere Fernsehfilme, Snacken (2004) und Boy Meets Girl Stories #1: Smachten (2005). Letzterer erschien im August 2006 in Hong Kong. Im September 2005 erschien der Film Joyride, bei dem er am Drehbuch mitschrieb und die Rolle des „Tim“ übernahm.
2005 erschien der Film Schnitzelparadies (niederländisch: Het schnitzelparadijs), bei dem Martin Koolhoven Regie führte und der in internationalen Version als Schnitzel Paradise erschien. Gernandt übernahm im Film die Rolle des „Goran“ und wurde beim niederländischen Film-Festival mit einem Goldenen Kalb, als „Bester Supporting Schauspieler“ ausgezeichnet. Der Film erhielt beim „Skip City International D-Cinema Festival“ den Preis als „Best Screenplay“ und wurde beim U.S. Comedy Arts Festival in den Kategorien „Comedy Film Honor“ und „Film Discovery Jury Award“ ausgezeichnet. Im gleichen Jahr erschien der Fernsehfilm Offers, der im September auf dem niederländischen Film Festival gezeigt wurde und für den Maryam Hassouni mit einem Emmy als „Best Performance by an Actress“ ausgezeichnet wurde. Er wirkte ebenfalls im Film Eilandgasten mit, der bereits im Oktober 2005 beim niederländischen Film-Festival gezeigt wurde und im Januar 2006 in den Kinos anlief.
Im Jahr 2006 erschien der Film Ik omhels je met 1000 armen, der im Juli 2007 in Polen beim „Filmowa Stolica Lata“ gezeigt wurde und beim niederländischen Film-Festival mit dem Goldenen Kalb für „Best Sound“ und „Best Supporting Actress“ (Catherine ten Bruggencate) ausgezeichnet wurde. Im gleichen Jahr erschien der 9-minütige Animationskurzfilm Elephants Dream, in dem er die Sprechrolle des „Proog“ übernahm, sowie im Film Zoop in India eine weitere Sprechrolle. Für Zoop in India wurde der Regisseur Johan Nijenhuis beim niederländischen Film-Festival ausgezeichnet. Im September 2006 erschien der Film Paid, der beim brasilianischen São Paulo International Film Festival und dem Cannes Film Market gezeigt wurde.
Ein Jahr später übernahm er eine Gastrolle in der Fernsehserie  't Schaep Met De 5 Pooten und spielte zwischen 2006 und 2007 für 26 Folgen in der Serie Van Speijk mit. 2007 folgte der Film Vivere, der in Deutschland im Oktober 2007 erschien und unter anderem auf Film-Festivals in Frankreich, Finnland, Argentinien und den USA gezeigt wurde. Im September 2007 folgte der Film SEXtet.
2008 erschien in Großbritannien der Film Nefarious, in dem er die Rolle des „Brian“ spielte. Danach folgte der Film Dunya & Desie, der bei verschiedenen Film Festivals gezeigt wurde (Argentinien, Ägypten, USA, Indonesien, Deutschland – Berlin International Film Festival) und beim niederländischen Film-Festival als bester Film nominiert war. Im selben Jahr spielte er für eine Folge bei der Fernsehserie Roes und für zehn Episoden in der Serie Schnitzelparadijs – De serie.
In dem im Jahre 2008 gedrehten Kinofilm Mein Kriegswinter, übernahm er die Rolle des „Bertus“. Der Film ist auch unter dem englischen Titel Winter in Wartime bekannt und wurde 2009 auch für den Filmpreis Satellite Award nominiert.
2009 spielte er beim Filmdrama Carmen van het noorden mit, der im Februar 2009 bei dem Internationalen Film-Festival Rotterdam gezeigt wurde und beim niederländischen Film-Festival für die beste Musik mit dem Goldenen Kalb ausgezeichnet wurde. Nach einer Gastrolle für drei Folgen in der Fernsehserie Vuurzee spielte er im Film  Mijn vader is een detective mit, für den der Regisseur Will Wissink beim niederländischen Film-Festival den „Movie Squad Junior Award“ erhielt. Im gleichen Jahr war er im Film Het leven uit een dag zu sehen.
2010 folgte das Drama First Mission.

## Filmografie (Auswahl)

### Filme
- 1993: Angie
- 1996: Hugo
- 1996: Woensdag, gehaktdag
- 1996: Wasted! (Naar de Klote!)
- 1999: Jesus ist ein Palästinenser (Jezus is een Palestijn)
- 2001: Emergency Exit
- 2001: Soul Assassin
- 2003: Van God los
- 2003: Anderland
- 2004: Kaas
- 2004: De Dominee
- 2004: Poot!
- 2004: Snacken (Fernsehfilm)
- 2005: Offers (Fernsehfilm)
- 2005: Schnitzelparadies (Het Schnitzelparadijs)
- 2005: Joyride
- 2005: Eilandgasten
- 2005: Boy Meets Girl Stories #1: Smachten (Fernsehfilm)
- 2006: Ik Omhels je met 1000 armen
- 2006: Zoop in India
- 2006: Paid
- 2006: Elephants Dream
- 2006: SEXtet
- 2007: Vivere
- 2008: Nefarious
- 2008: Dunya en Desie
- 2008: Mein Kriegswinter (Oorlogswinter)
- 2009: Carmen van het Noorden
- 2009: Mijn vader is een detective
- 2009: Het leven uit een dag
- 2010: First Mission
- 2010: Black Death
- 2015: Der Admiral – Kampf um Europa  als Willem Joseph van Ghent
- 2015: Return of the Footsoldier (Rise of the Footsoldier Part II)
- 2016: Brimstone
- 2017: Kill Switch

### Fernsehserien
- 1991: Goede tijden, slechte tijden (8 Episoden)
- 1992: Oppassen!!! (1 Episode)
- 1995: Voor hete vuren (2 Episoden)
- 1995–1996: Ik ben je moeder niet (2 Episoden)
- 1996: Fort Alpha  (2 Episoden)
- 1997: Iedereen kan schaken!
- 1998: Combat (1 Episode)
- 1999: Baantjer (1 Episode)
- 1999–2000: Westenwind (3 Episoden)
- 2000: De garage
- 2000: De aanklacht (1 Episode)
- 2001: All stars – De serie (1 Episode)
- 2002: Echt waar (1 Episode)
- 2002: Luifel & Luifel (1 Episode)
- 2003: Toen was geluk heel gewoon (1 Episode)
- 2003: Spangen (1 Episode)
- 2004: Kees & Co. (1 Episode)
- 2006–2007: Van Speijk (26 Episoden)
- 2007: 't Schaep Met De 5 Pooten (1 Episode)
- 2008: Roes (1 Episode)
- 2008: Schnitzelparadijs – De serie (10 Episoden)
- 2009: Vuurzee (3 Episoden)